# Bertinalda
Bertinalda, també anomenada Berta, és una reina consort d'Astúries la historicitat de la qual no està confirmada. Hauria estat muller d'Alfons II el Cast, un matrimoni mai consumat.

## Historicitat
La historicitat ha estat defensada especialment per Vicente José González García en base a referències d'autors antics i proves arqueològiques. Aposta per la tesi d'una princesa franca, que podria haver estat familiar de Carlemany, un matrimoni concertat no per obtenir descendència sinó com una necessitat d'auxili en la lluita contra els musulmans. Addueix que el nom Bertinalda és, de fet, una unió entre «Berta» i «Alda», dos noms presents en la família del monarca franc: l'àvia i la tieta de Carlemany es deien Alda, la mare i la germana es deien Berta, mentre que una filla i una neta tenien noms similars. Segons González, existien relacions entre Alfons II i Carlemany, d'acord amb la Vita Karoli i les cartes d'Alcuí de York, que es podrien qualificar d'amistat o fins i tot de to familiar.
Altres autors han afirmat que no hi ha fonts que corroborin aquestes relacions franco-asturianes, encara que no neguen la seva possible existència. D'altra banda, González també afirma una suposada intenció de Carles el Calb de voler heretar el regne d'Astúries a causa de la vellesa d'Alfons II i la manca de fills. Pel que fa a les proves arqueològiques, Vicente José González sosté que l'existència del sepulcre doble d'Alfons II del Panteó Reial de la catedral d'Oviedo, hauria de tractar-se del de la reina, atès que, si no, no té sentit que es trobin l'un al costat de l'altre.
Un altre autor que va defensar l'existència de la reina va ser Carlos Cid Priego, adduint que l'omissió de la reina en les imatges i en els textos es va fer expressament perquè el matrimoni no es va arribar a consumar i era una forma de recalcar la castedat del monarca.

### Matrimoni
Pel que fa al suposat matrimoni entre Alfons II i Bertinalda ha estat qualificat de matrimoni espiritual, que no es va arribar a consumar mai. L'historiador Juan de Mariana va afirmar la historicitat del matrimoni entre Alfons i Bertinalda sense cap mena de crítica, i va atorgar-li la categoria de matrimoni espiritual, és a dir, que ambdós cònjuges no van arribar a tocar-se mai, i per aquesta raó Alfons va rebre el sobrenom de Cast. Altres com Mauro Gómez Pereira van basar l'existència del matrimoni no consumat en el suposat patronatge del rei d'Astúries als sants Julià i Basilissa, la història dels quals diu que estaven casats espiritualment, perquè Alfons II va fer construir una església sota la seva advocació. Tanmateix, aquesta afirmació ha estat qualificada d'exagerada per Dyan Elliott. Al segle xix, Marcelino Menéndez Pelayo va descartar l'existència de la reina i d'aquest matrimoni, segons el qual el bisbe Pelayo ho va inventar per incorporar la llegenda de Bernardo del Carpio a la vida d'Alfons II, una afirmació que Vicente José González rebutja, adduint Pelayo no va interpolar la vida de Bernardo, raó per la qual no tindria tanta importància.